# Greatest Hits (album Craiga Davida)
Greatest Hits – kompilacyjny album Craiga Davida, wydany 24 listopada 2008. Płyta nagrana została w gatunku R&B, Pop i Dance. Jest ona składanką największych przebojów Craiga Davida z poprzednich albumów (między innymi z Born to Do It lub The Story Goes...). Zawiera trzy nowe utwory: "Where’s Your Love", "Insomnia" oraz "Just My Imagination" (niezwiązany z utworem o tej samej nazwie, znajdującym się na albumie z 2010 roku).
Płyta została nagrana w studiu Warner Music oraz Sire Records.
"Insomnia" jest pierwszym singlem z tego albumu. Wyprodukował go Jim Beanz z Timbaland. Został on wydany 17 listopada na tydzień przed wydaniem kompilacji Greatest Hits.

Drugim singlem jest utwór o nazwie "Where’s Your Love", wydany tylko w Wielkiej Brytanii i Irlandii 10 listopada 2008 roku.
Jako cześć kompilacji nagrano również klip "Walking Away" z pomocą czterech europejskich artystów: z Francji (Lynnsha), Niemiec (Monrose), Hiszpanii (Alex Ubago) oraz Włoch (Nek).
W japońskiej wersji albumu Greatest Hits (wydanej 26 listopada 2008) została dodana nowa wersja "All The Way" nagrywana przy współpracy z japońską piosenkarką Bonnie Pink. Na płycie to nagranie znalazło się jako bonus.

## Formaty i listy utworów

### Edycja Standardowa[7]
| #   | Tytuł                                      | Rok wydania | Długość |
| --- | ------------------------------------------ | ----------- | ------- |
| 1.  | "Fill Me In"                               | 2000        | 4.16    |
| 2.  | "7 Days"                                   | 2000        | 3.54    |
| 3.  | "Rise & Fall" (feat. Sting)                | 2003        | 4.47    |
| 4.  | "Insomnia"                                 | 2008        | 3.25    |
| 5.  | "What’s Your Flava?"                       | 2002        | 3.34    |
| 6.  | "Walking Away"                             | 2000        | 3.24    |
| 7.  | "Where’s Your Love" (feat. Tinchy Stryder) | 2008        | 3.35    |
| 8.  | "You Don’t Miss Your Water"                | 2003        | 5.20    |
| 9.  | "All The Way"                              | 2005        | 3.55    |
| 10. | "Just Your Imagination"                    | 2000        | 3.38    |
| 11. | "Don’t Love You No More (I’m Sorry)"       | 2005        | 4.04    |
| 12. | "6 of 1 Thing"                             | 2007        | 3.47    |
| 13. | "Hidden Agenda"                            | 2003        | 4.12    |
| 14. | "Rewind"                                   | 2000        | 5.32    |
| 15. | "Hot Stuff (Let's Dance)"                  | 2007        | 3.39    |

### Deluxe Edition
Specjalna edycja Greatest Hits, w której dochodzą dodatkowe utwory.
Disc 1 (CD):
| #   | Tytuł                                                | Długość |
| --- | ---------------------------------------------------- | ------- |
| 1.  | "Fill Me In"                                         | 4:16    |
| 2.  | "7 Days"                                             | 3.54    |
| 3.  | "Rise & Fall" (feat. Sting)                          | 4.47    |
| 4.  | "Insomnia"                                           | 3.25    |
| 5.  | "What’s Your Flava?"                                 | 3:34    |
| 6.  | "Walking Away"                                       | 3.24    |
| 7.  | "Where’s Your Love" (feat. Tinchy Stryder)           | 4.35    |
| 8.  | "You Don’t Miss Your Water (’Til the Well Runs Dry)" | 5.20    |
| 9.  | "Rendezvous"                                         | 3.37    |
| 10. | "Spanish"                                            | 5.03    |
| 11. | "All The Way"                                        | 3.55    |
| 12. | "Just My Imagination"                                | 3.38    |
| 13. | "World Filled with Love"                             | 3.34    |
| 14. | "Don’t Love You No More (I’m Sorry)"                 | 4.04    |
| 15. | "6 of 1 Thing"                                       | 3.47    |
| 16. | "Hidden Agenda"                                      | 4.12    |
| 17. | "This Is The Girl"                                   | 4.11    |
| 18. | "Rewind"                                             | 5.32    |
| 19. | "Soda Pop"                                           | 3.35    |
| 20. | "Hot Stuff (Let's Dance) "                           | 3.39    |

Disc 2 (DVD):
1. "Fill Me In"
2. "7 Days"
3. "Walking Away"
4. "What’s Your Flava?"
5. "Rise & Fall" (feat. Sting)
6. "All The Way"
7. "Don’t Love You No More (I’m Sorry)"
8. "This Is The Girl"
9. "Hot Stuff (Let's Dance)"
10. "Where’s Your Love" (feat. Tinchy Stryder & Rita Ora)

## Wykresy
Album zadebiutował na bardzo rozczarowywującym 48. miejscu na UK Albums Chart, co pokazuje niską sprzedaż albumu Craiga (jest to najniższe miejsce z dotychczas wydanych albumów Craiga). Jednakże kompilacja otrzymała status Srebra w Wielkiej Brytanii. Zaś w Australii album zdobył wynik gorszy niż się spodziewano, osiągając rekordowo niskie miejsce 175., dzięki słabej promocji ów kompilacji w tym kraju.
| Wykres (2008/2009)                     | Najlepsza pozycja | Certyfikat | Sprzedaż |
| -------------------------------------- | ----------------- | ---------- | -------- |
| UK Albums Chart                        | 48                | Srebro     | 60,000   |
| Irish Albums Chart                     | 164               |            |          |
| Belgium Albums Chart (Flandria)        | 8                 | Złoto      | 15,000+  |
| Belgium Albums Chart (Region Waloński) | 28                | Złoto      | 15,000+  |
| Italy Albums Chart                     | 45                |            |          |
| Spanish Albums Chart                   | 24                |            | 10,000   |
| Swiss Albums Chart                     | 102               |            |          |
| French Albums Chart                    | 99                |            |          |
| Australian ARIA Albums Chart           | 175               |            |          |
| German Albums Chart                    | 55                |            |          |
| Japanese Top 100 Oricon Albums Chart   | 80                |            |          |
| Światowa Sprzedaż                      |                   |            | 150,000  |

## Historia wydań
| Region            | Data              | Format                          | Wytwórnia          |
| ----------------- | ----------------- | ------------------------------- | ------------------ |
| Świat             | 14 listopada 2008 | Cyfrowe pobranie                | Teacup             |
| Wielka Brytania   | 24 listopada 2008 | CD + DVD (Deluxe)               | Sire Records       |
| Europa            | 24 listopada 2008 | CD (Standard)                   | Warner Music       |
| Japonia           | 26 listopada 2008 | CD (Standard)                   | Warner Music Japan |
| Niemcy            | 28 listopada 2008 | CD (Standard)                   | Warner Music       |
| Australia         | 29 listopada 2008 | CD + DVD (Deluxe)               | Warner Music       |
| Stany Zjednoczone | 2 grudnia 2008    | CD, Cyfrowe pobranie (Standard) | Warner Music       |